# Emanuel Miller

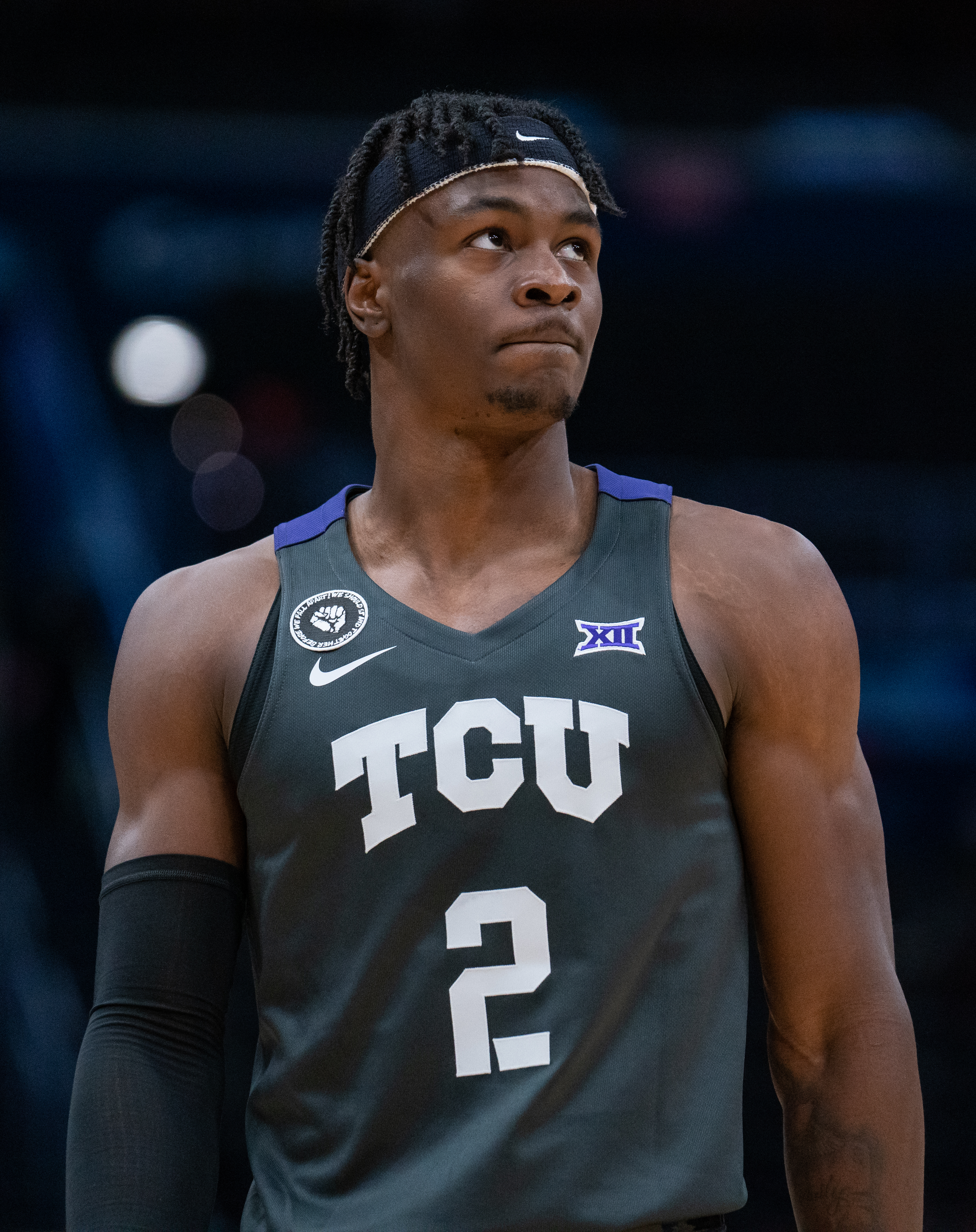
Emanuel Miller, 2021.

Emanuel Miller, född 19 juni 2000 i Scarborough i Ontario, är en kanadensisk professionell basketspelare (SF/PF) som spelar för Chicago Bulls i National Basketball Association (NBA).
Han blev aldrig NBA-draftad.
Innan Miller blev proffs studerade han först vid Texas A&M University och spelade för deras idrottsförening Texas A&M Aggies. Miller blev senare överförd till Texas Christian University för spel i TCU Horned Frogs.
Han är bror till Leonard Miller.